# Stefan Rehn
Stefan Rehn (ur. 22 września 1966 w Sztokholmie), szwedzki piłkarz, pomocnik i trener piłkarski. III miejsce na MŚ 1994.
Karierę zaczynał w Sundbybergs IK. W latach 1984–1989 grał w Djurgårdens IF, sezon 1989-1990 spędził w Evertonie, a od 1990 przez 5 sezonów był zawodnikiem IFK Göteborg. Później grał w szwajcarskim Lausanne Sports (1995-2000), karierę kończył w Djurgårdens w 2002. Zdobywał tytuły mistrza Szwecji, z IFK i Djurgårdens.
W reprezentacji Szwecji w latach 1988-1995 zagrał 45 razy i strzelił 6 bramek. Podczas MŚ 1994 zagrał w jednym meczu. Znajdował się w kadrze na Igrzyska Olimpijskie 1988 oraz Mistrzostwa Europy w Piłce Nożnej 1992.
Od 2007 roku do 2010 roku Rehn był trenerem IFK Göteborg.